# Hotelgeheimnisse
Hotelgeheimnisse ist ein 1928 entstandenes, deutsches Stummfilmdrama von Friedrich Fehér mit seiner Frau Magda Sonja in der Hauptrolle.

## Handlung
Die kolportagehafte Geschichte handelt von einer anständigen Gesellschafterin, die im Dienste einer tyrannischen, auf den Rollstuhl angewiesenen Herzogin steht. Als die hochadelige alte Dame in einem Luxushotel bestohlen wird, gerät die namenlose junge Frau in den Verdacht, an jenem Raubzug beteiligt gewesen zu sein, dem der Schmuck ihrer Arbeitgeberin zum Opfer fiel. In Wahrheit hat ein gleichfalls namenloser Hochstapler, der sich bei der Gesellschafterin eingeschmeichelt hatte und ihr Wissen und ihre Zuneigung missbrauchte, lange Finger gemacht. Es kommt zum Gerichtsprozess, wo nicht nur der Hochstapler, sondern auch die angeklagte Unschuldige zu zwei Jahren Kerker verurteilt wird.
Verbittert wendet sich die einstige Gesellschafterin nach der Haftverbüßung vom Pfad der Tugend ab und begibt sich ins mondäne Jet-Set-Milieu an der Atlantikküste im äußersten Süden Frankreichs. Hier in Biarritz wird sie nun tatsächlich zur Schmuckdiebin, die auf kein Recht und keinen Anstand mehr Rücksicht zu nehmen bereit ist. In ihrem räuberischen Tun ist die junge Frau sehr erfolgreich. Sie sucht und findet den Kontakt zur vornehmen Gräfin de Suzy, die hier mit ihrem Sohn und dessen Braut abgestiegen ist. Bald ist ein kostbarer Ring der Gräfin verschwunden. Dann folgt ein zweiter Diebstahl im Nobelhotel.
Der ermittelnde Staatsanwalt Derring ist derselbe Mann, aufgrund dessen Plädoyers die Gesellschafterin einst einsitzen musste. Als er der Diebin begegnet, erkennt er sein Justizopfer nicht sofort. Stattdessen verliebt er sich in sie, und nachdem er sie bei ihrem zweiten Fischzug auf frischer Tat ertappt hat, nimmt er der Diebin die Schmuckstücke ab, um sie bei sich zu verstecken. Das Hotel wird durchsucht, bei der Diebin jedoch nichts gefunden. Die Polizei verzichtet auf eine Untersuchung von Staatsanwalt Derrings Zimmer. Derrings Liebe zu der Täterin und die später einsetzende Erkenntnis, dass er aufgrund seines einstigen Irrtums eine Schuld bei ihr abzutragen hat, lässt den Staatsanwalt so handeln. Die Juwelen werden den Besitzern zurückgegeben. Bei der einstigen Gesellschafterin, die vor einem erneuten Zugriff durch die Polizei bewahrt wurde, setzt eine moralische Läuterung ein, und sie wird schließlich die Gattin ihres Retters.

## Produktionsnotizen
Hotelgeheimnisse, gelegentlich auch mit dem Untertitel Die Abenteurerin von Biarritz versehen, entstand in der zweiten Jahreshälfte 1928 in Staaken (Studioaufnahmen) und Biarritz (Außendrehs), passierte die Filmzensur am 21. Dezember desselben Jahres und wurde am 19. März 1929 uraufgeführt. Der mit Jugendverbot belegte Achtakter besaß eine Länge von 3082 Metern.
Ernö Metzner und Ernst Meiwers gestalteten die Filmbauten.

## Kritiken
Das Kleine Blatt schrieb: „Einmal ein amüsanter deutscher Spielfilm, der von der ausgewerkelten Schablone abweicht, und das Publikum vom Anfang bis zum Ende interessiert. (…) Die Geschichte wird in flottem Tempo, witzig und geschmackvoll erzählt. (…) Nur gegen den Schluß des Filma gibt‘s ein paar Längen, etwas überflüssiges Pathos und reichlich viel Unwahrscheinlichkeit. Friedrich Feher führt ohne besonderen künstlerischen Ehrgeiz, aber mit sicherem Instinkt und straffer Hand die Regie. Gespielt wird von Durchschnittsschauspielern recht gut, von Gertrud Eysoldt in der Rolle der alten Herzogin aber wahrlich meisterhaft. Ihre Leistung hebt den Film ...“
Die Salzburger Chronik befand: „… ein Abenteuerfilm, der anfangs dramatisch gestaltet, dann in Befriedigung und Unterhaltung ausklingt. Die Heldin des Stückes, Magda Sonja, erzielt diese beiden Effekte durch ihre hochwertige Darstellung gleichzeitig, sie ist ebenso groß als bescheidene Gesellschafterin wie als Modedame und als Hochstaplerin. (…) Kühn gedichtet und doch durch gelungene Regie glaubhaft und interessant gemacht. Die Naturaufnahmen von Biarritz und Umgebung sind entzückend.“